# Hashimoto Kansetsu

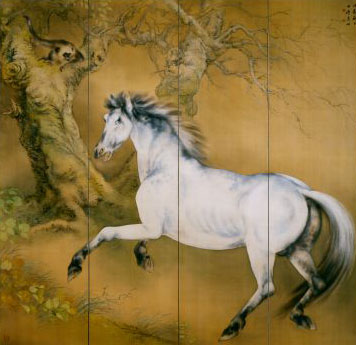
Hashimoto: Iba Shin’en

Hashimoto Kansetsu (japanisch 橋本 関雪; geb. 10. November 1883 in Kōbe (Präfektur Hyōgo); gest. 26. Februar 1945) war ein japanischer Maler der Nihonga-Richtung  der Taishō- und frühen Shōwa-Zeit.

## Leben und Werk
Hashimoto Kansetsu war der älteste Sohn des Hashimoto Kaiseki (橋本海関), einem Experten für Chinesische Literatur der in Akashi residierenden Echizen-Matsudaira. 1895 erhielt Kansetsu seinen ersten Unterricht von Kataoka Kōkō (片岡公曠), einem Maler der Shijō-Schule. 1898 ging er nach Tokio, kehrte aber im folgenden Jahr nach Kōbe zurück. 1903 nahm er einen zweiten Anlauf, ging nach Kioto und wurde Schüler von Takeuchi Seihō. 1908 hielt er sich wieder in Tokio auf, wo sein Bild „銀嶺城外の宿雪“ (Ginreijō-gai no jukusetsu) auf der 2. staatlichen Kunstausstellungen „Mombushō bijutsu tenrankai“ (文部省美術展覧会) im selben Jahr angenommen wurde. Er stellte dort auch weiterhin aus und erhielt gelegentlich Auszeichnungen. So war 1916 wurden auf der 10. Ausstellung sein Bild „Han-Shan und Shide“ und 1917 auf der 11. Ausstellung das Bild „倪雲林“ als „hervorragende Beiträge“ ausgezeichnet.
Zwischendurch hatte Hashimoto 1913 China besucht und dann nach Rückkehr sich in Kioto niedergelassen. 1919 wurde er zum Juror für die nun „Teikoku bijutsu tenrankai“ (帝国美術展覧会) genannten staatlichen Ausstellungsreihe. Die zu dieser Zeit von seinen Schülern gegründete Vereinigung Shinsō-kai (新篁会, Shinkō-kai) löste sich 1925 wieder auf. Bereits zwei Jahre vorher hatte er sich von der Vereinigung der Schüler von Takeuchi Seihō, der Chikujō-kai (竹杖会), getrennt.
Hashimoto reiste 1921 und 1927 nach Europa und etwa 60-mal nach China. 1931 war er auf der Ausstellung japanische Malerei in Berlin zu sehen. – Er entwickelte einen neuen Stil innerhalb des Nanga, den er mit seinen Kenntnissen der chinesischen, aber auch zur westlichen Malerei modifizierte. 1934 wurde er künstlerisches Mitglied des Hofamtes (帝室技芸員, Teishitsu gigei-in), 1935 Mitglied der Akademie der Künste.
Zu Hashimotos besten Bildern gehören
- „Mokuran-shi“ (木蘭詩; 1918), eine Bilderfolge zu der Geschichte der jungen Dame Hua Mulan,
- „Iba Shin’en“ (意馬心猿; 1928): Der Titel ist ein aus China übernommenes sogenanntes „Vier Zeichen Merkwort“, das etwa mit „Aufmerksamkeit eines Pferdes, Herz eines Affen“ zu übersetzen ist,[1]
- „Gen’en“ (玄猿; 1933): Affen im Baum.

Aus der Zeit des Pazifikkriegs stammt Werk „Gumba nidai“ (軍馬二題), für das 1939 er den Asahi-Preis erhielt, aus dem 1943 das Triptychon „Jūnigatsu yōka Jiang Kōhokō jō“ (十二月八日の黄浦江上; „8. Dezember über dem Huangpu“), die einen japanischen Angriff auf Shanghai darstellt und sich – mit dem Hinweis auf den 8. Dezember 1941 – auf den Kriegseintritt der USA Japan bezieht.
Hashimoto hinterließ eine Reihe von Schriften, unter denen seine Einführung in Nanga (南画への道程, Nanga eno dōtei; 1924) und der Essay-Band „Kansetsu zuihitsu“ (関雪随筆) aus dem Jahr 1925 hervorzuheben sind.

## Bilder (Geschichte der jungen Dame Hua Mulan | Affen)

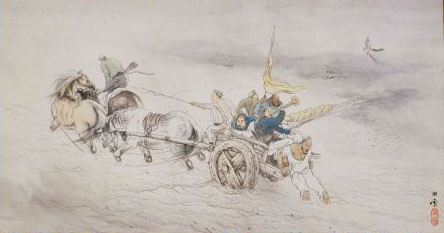
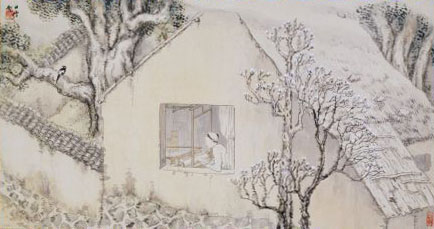
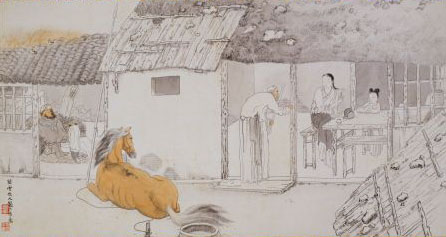
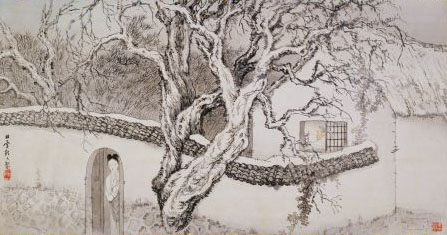
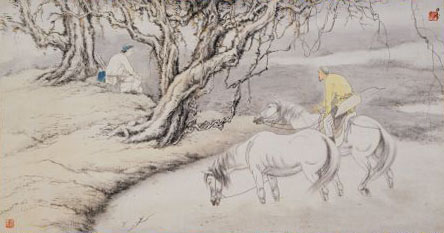
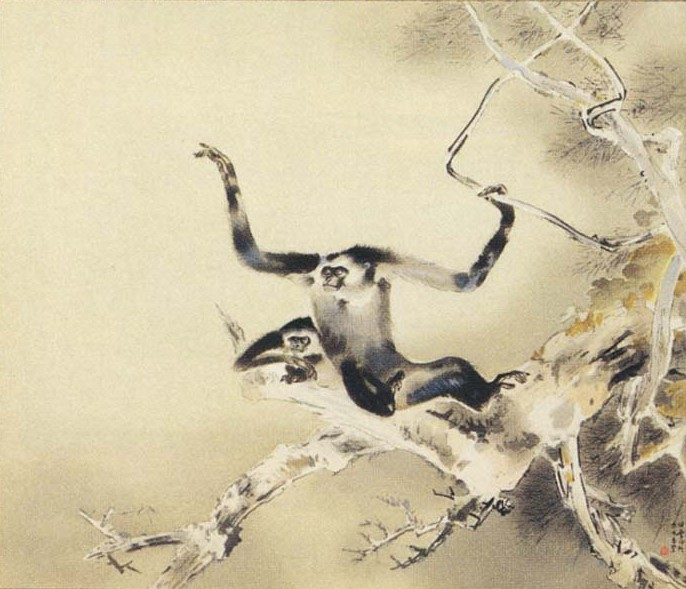